# 田淵節也
田淵 節也（たぶち せつや、1923年10月25日 - 2008年6月26日）は、野村證券（現・野村ホールディングス）の社長、会長を歴任した日本の実業家。
後任の社長に就任した田淵義久（縁戚関係はない）と区別するため俗称は大田淵（大タブチ）。

## 来歴・人物
岡山県津山市出身。
京都大学法学部卒業後、1947年野村證券に入社。主に営業畑を歩んだ後、1978年社長に就任。精彩を欠いていた国際部門を飛躍的に伸ばし、世界有数の証券会社に押し上げた。
1985年に社長の座を同姓で出身都道府県も同一である田淵義久に譲り、会長に就任した後も、実力会長として君臨した。
1990年12月には証券業界では初の経団連副会長に就任したが、1991年損失補てん問題や暴力団との取引が発覚。国会で証人喚問を受けた。責任を取って会長職を辞任し相談役に退き、経団連副会長は解任された。
1995年再び取締役に就任し復権を果たしたが、1997年総会屋への利益供与が発覚。すべての役職から退いた。
2008年6月26日午後9時16分、心不全のため死去。84歳。